# Eimear Lambe
Pour les articles homonymes, voir Lambe.
Eimear Lambe, née le 11 août 1997 à Dublin (Irlande), est une rameuse irlandaise, médaillée de bronze en quatre sans barreur féminin aux Jeux olympiques de 2020.

## Carrière
Participant aux Jeux olympiques de la jeunesse de 2014, elle termine 11e du skiff filles.
Eimear Lambe remporte en quatre sans barreur la médaille de bronze aux Championnats d'Europe d'aviron 2020 et la médaille d'argent aux Championnats d'Europe d'aviron 2021.
Aux Jeux olympiques d'été de 2020, elle fait partie de l'embarcation irlandaise en quatre sans barreur qui remporte la médaille de bronze.

## Vie privée
Elle fait ses études à l'University College Dublin.